# Ланец (приток Чирко-Кеми)
Ланец — ручей в России, протекает по территории Ледмозерского сельского поселения Муезерского района Республики Карелии. Длина ручья — 18 км.
Ручей берёт начало из ламбины без названия и далее течёт преимущественно в северо-западном направлении по заболоченной местности.
Ручей в общей сложности имеет пять притоков суммарной длиной 6,0 км.
Втекает в реку Чирко-Кемь.
Населённые пункты на ручье отсутствуют.
Код объекта в государственном водном реестре — 02020000912202000004161.